# SaarLorLux
SaarLorLux lub Saar-Lor-Lux (fr. SarLorLux) – euroregion w Europie Zachodniej zrzeszający terytoria położone na pograniczu Belgii, Francji, Luksemburga i Niemiec. Jego nazwa wywodzi się od pierwszych sylab trzech obszarów założycielskich, Saary, Lotaryngii i Luksemburga. Obecnie do organizacji należą także Nadrenia-Palatynat, Francuska Wspólnota Belgii i Niemieckojęzyczna Wspólnota Belgii.

## Historia
Termin „Saar-Lor-Lux” powstał na początku lat 70. XX wieku i początkowo odnosił się do współpracy gospodarczej pomiędzy Saarą, Luksemburgiem i Lotaryngią. Były to wówczas obszary o dużych zasobach węgla i rowziniętym przemyśle stalowym. Charakteryzowały się dużą transgraniczną wymianą handlową. W 1969 rządy Niemiec i Francji powołały pierwszy organ współpracy transgranicznej jakim była międzyrządowa komisja skupiają przedstawicieli rządów centralnych. W 1971 do komisji dołączyli przedstawiciele Luksemburga. Jej głównym celem jest opracowanie umów międzynarodowych niezbędnych do prawidłowego funkcjonowania współpracy transgranicznej.
Za datę utworzenia euroregionu przyjmuje się datę 16 października 1980, kiedy została podpisana umowa o współpracy w obrębie regionów przygranicznych pomiędzy przedstawicielami rządów Francji, Luksemburga i Niemiec Zachodnich. Umowa zakładała współpracę w obszarach gospodarczym, kulturalnym, turystycznym i społecznym.
W późniejszych latach do porozumienia dołączyli przedstawiciele władz Nadrenii-Palatynatu i Walonii oraz francuskiej i niemieckojęzycznej wspólnot Belgii. W 2018 członkiem organizacji został francuski departament Moza, a departament Ardeny uzyskał status obserwatora.
Terytoria członkowskie SaarLorLux od 1995 współpracują także jako europejskie ugrupowanie współpracy terytorialnej pod nazwą Grande Région (fr.) / Großregion (de.) / Groussregioun (lu.).

## Szczyty przedstawicieli
W 1995 w luksemburskiej miejscowości Mondorf-les-Bains odbył się pierwszy szczyt Wielkiego Regionu. Od tamtej pory w szczytach uczestniczą lub uczestniczyli:
- premier Wielkiego Księstwa Luksemburga,
- premier kraju związkowego Nadrenia-Palatynat,
- premier kraju związkowego Saara,
- minister-prezydent regionu Walonii,
- minister-prezydent wspólnoty francuskiej Belgii,
- minister-prezydent niemieckojęzycznej wspólnoty Belgii,
- prefekt regionu Lotaryngia,
- przewodniczący rady regionalnej Lotaryngii,
- przewodniczący rady generalnej departamentu Meurthe i Mozela,
- przewodniczący rady generalnej departamentu Mozela.

Szczyty mają za zadanie wzmacniać współpracę transgraniczną i międzyregionalną w obrębie Wielkiego Regionu i SaarLorLux. Każdy z nich poświęcony jest innemu tematowi, a ich postanowienia są wdrażane wspólnie przez wszystkich członków organizacji.

## Gospodarka
We wszystkich terytoriach członkowskich obowiązującą walutą od końca lat 90. XX wieku jest euro. 
W 2017 euroregion wygenerował produkt krajowy brutto o wartości 390 mld euro, co stanowiło wówczas około 2,5% PKB Unii Europejskiej. Według danych z 2019 około 240 500 mieszkańców SaarLorLux przekracza codziennie granice państw w drodze z domu do pracy, w tym 197 000 do Luksemburga. Wskaźnik zatrudnienia w 2017 wyniósł 70,7%. Najniższy był w Walonii (63,3%), a najwyższy w Nadrenii-Palatynacie (77,3%). Według Europejskiego Urzędu Statystycznego stopa bezrobocia w tym samym roku wyniosła 6,7% (o 0,9% mniej niż średnia UE). Najwyższą wartość przyjmuje w Lotaryngii (11%), a najniższą w Nadrenii-Palatynacie (3,3%).

## Demografia
Według danych z 2015 euroregion zamieszkuje od 11,5 do 11,6 mln osób, co stanowiło 2,3% ludności Unii Europejskiej. Najludniejsza jest Nadrenia-Palatynat licząca 4 mln mieszkańców.
| Terytorium                                         | Liczba ludności (2015, w mln) | Język urzędowy                     |
| -------------------------------------------------- | ----------------------------- | ---------------------------------- |
| Nadrenia-Palatynat                                 | 4                             | niemiecki                          |
| Walonia (w tym niemieckojęzyczna wspólnota Belgii) | 3,6 (0,76)                    | francuski (niemiecki)              |
| Lotaryngia                                         | 2,34                          | francuski                          |
| Saara                                              | 0,5                           | niemiecki                          |
| Luksemburg                                         | 0,5                           | francuski, luksemburski, niemiecki |